# 47. Kurentovanje (2007)
Kurentovanje 2007 je bil sedeminštirideseti uradni ptujski karneval, med 10. in 20. februarjem.
Letošnje kurentovanje je doživelo nekaj sprememb. Dobili so novega organizatorja, Konzorcij Kurent, pa karnevalski šotor so prestavili na Vičavo pod ptujskim gradom. Letošnji častni pokrovitelj je bil predsednik državnega sveta, Janez Sušnik.

## Celoten spored kurentovanja

### Uvod v pustni čas
| Od   | Dogodek                     | Dan                                                                                   | Obisk |
| ---- | --------------------------- | ------------------------------------------------------------------------------------- | ----- |
| 2001 | 7. kurentov (korantov) skok | Polnočno obredje ob ognju na Zokijevi domačiji v Budini (Svečnica – 2. na 3. februar) |       |

### Glavni tradicionalni dogodki
| Od   | Dogodek                            | Dan                       |
| ---- | ---------------------------------- | ------------------------- |
| 1998 | 9. Otvoritvena etnografska povorka | predpustna sobota (10.2.) |
| 2006 | 2. otroška in mladinska povorka    | pustna sobota (17.2.)     |
| 1960 | 47. mednarodna karnevalska povorka | pustna nedelja (18.2.)    |
| 1960 | 47. Pokop pusta                    | pustna torek (20.2.)      |

### Večerni prikazi ptujskih etnografskih likov in ostali nastopi
| Mestni trg (od 17. do 18.30 ure) |                                                                                   |                       |
| 11.2.                            | Nastop etnografskih in karnevalskih skupin ter kurentov                           | predpustna nedelja    |
| Mestni trg (od 17. do 19. ure)   |                                                                                   |                       |
| 12.2.                            | Osnovna šola Breg                                                                 | predpustni ponedeljek |
| 12.2.                            | Folklorna skupina Rožmarin (Dolena)                                               | predpustni ponedeljek |
| 12.2.                            | Plesni center Mambo                                                               | predpustni ponedeljek |
| 12.2.                            | Godba Pepi krulet (Cirkovce)                                                      | predpustni ponedeljek |
| 12.2.                            | Folklorna skupina Vinko Korže (Cirkovce)                                          | predpustni ponedeljek |
| 12.2.                            | Čarovniška predstava Take pustne (Sam Sebastian)                                  | predpustni ponedeljek |
| 12.2.                            | Nastop etnografskih in karnevalskih skupin ter kurentov                           | predpustni ponedeljek |
| 13.2.                            | Vrtec Ptuj                                                                        | predpustni torek      |
| 13.2.                            | Folklorna skupina društva Sožitje                                                 | predpustni torek      |
| 13.2.                            | Mladinski orkester glasbene šole Karol Pahor Ptuj                                 | predpustni torek      |
| 13.2.                            | Plesna skupina gimnazije Tarnowskie Gory (Poljska)                                | predpustni torek      |
| 13.2.                            | Žonglerski show in delavnice (Društvo Povod)                                      | predpustni torek      |
| 13.2.                            | Nastop etnografskih in karnevalskih skupin ter kurentov                           | predpustni torek      |
| 14.2.                            | Osnovna šola Olge Meglič                                                          | pustna sreda          |
| 14.2.                            | Glasbena skupina Pigtown Fling                                                    | pustna sreda          |
| 14.2.                            | Otroška folklorna skupina DPD Svoboda Ptuj                                        | pustna sreda          |
| 14.2.                            | Folklorna skupina SB Ptuj                                                         | pustna sreda          |
| 14.2.                            | Ljudski godci KD Mala vas                                                         | pustna sreda          |
| 14.2.                            | Poulično družinsko gledališče Kolenc (z predstavo LILI GRE V CIRKUS)              | pustna sreda          |
| 14.2.                            | Nastop etnografskih in karnevalskih skupin ter kurentov                           | pustna sreda          |
| 15.2.                            | Osnovna šola Ljudski vrt in podružnice Grajena                                    | pustni četrtek        |
| 15.2.                            | Stari prijatelji iz Kicarja                                                       | pustni četrtek        |
| 15.2.                            | Trubačev Duvački orkester Bakija                                                  | pustni četrtek        |
| 15.2.                            | Folklorne skupine (Destrnik)                                                      | pustni četrtek        |
| 15.2.                            | Poulično družinsko gledališče Kolenc (z predstavo MIŠKA MINKA IN ZABAVA V MASKAH) | pustni četrtek        |
| 15.2.                            | Nastop etnografskih in karnevalskih skupin ter kurentov                           | pustni četrtek        |
| 16.2.                            | Osnovna šola Mladika                                                              | pustni petek          |
| 16.2.                            | Glasbena šola Karol Pahor Ptuj                                                    | pustni petek          |
| 16.2.                            | Folklorna skupina (Lancova vas)                                                   | pustni petek          |
| 16.2.                            | Pihalni orkester Podlehnik                                                        | pustni petek          |
| 16.2.                            | Folklorna skupina KD Ruda Sever (Gorišnica)                                       | pustni petek          |
| 16.2.                            | Predstava za otroke in odrasle (predstava CIRKUS BAMBINUS, Teater Cizamo)         | pustni petek          |
| 16.2.                            | Nastop etnografskih in karnevalskih skupin ter kurentov                           |                       |
| Mestni trg (od 17. do 18.30 ure) |                                                                                   |                       |
| 19.2.                            | Nastop etnografskih in karnevalskih skupin ter kurentov                           | pustni ponedeljek     |
| Mestni trg (od 17. uri)          |                                                                                   |                       |
| 20.2.                            | Pokop pusta in predaja oblasti ptujskemu županu                                   | pustni torek          |
| 20.2.                            | Predstavitev etnografske skupine                                                  | pustni torek          |
| 20.2.                            | Animacijski program Luka in Pepca                                                 | pustni torek          |

### Karnevalski šotor
| Od   | Dogodek                              | Dan                   |
| ---- | ------------------------------------ | --------------------- |
| 1994 | 13. Veliki karnevalski ples v maskah | pustna sobota (26.2.) |

### Spremljevalni program
| Od   | Dobrodelni kuharski dogodek | Dan                       | Obisk |
| ---- | --------------------------- | ------------------------- | ----- |
| 2006 | 2. Obarjada                 | predpustna sobota (10.2.) |       |

| Od   | Študentski dogodek                   | Dan                   |
| ---- | ------------------------------------ | --------------------- |
| 2000 | 8. Kurentanc (Dvorana Mladika, Ptuj) | pustna sobota (17.2.) |

## Glavni dogodki

### 7. Kurentov skok (2.2.–3.2)
Zvonko Križaj oziroma 2. princ ptujskega karnevala "Matevž Zoki II" je hotel obuditi običaj iz otroštva, ko so si njegov oče in sosedje na Svečnico točno ob polnoči, prvič nadeli zvonce. Za to se je odločil da uvede novost, t.i. Kurentov skok, na njegovi domačiji v Budini ki pomeni uradni vstop v pustni čas. Za ta dogodek je značilno, da si kurenti ne nadenejo kožuha in maske, le zvonce, ježevke in gamaše. Letos se je zbralo več sto kurentov. Pospremili so jih tudi nekateri dosedanji princi karnevala, z baklami pa so dogodku pomagali spuheljski tlačani in tudi številni obiskovalci.

### 47. Pokop pusta (20.2.)
Na pustni torek, 20. februarja od 17. do 18. ure, so na poti od Mestnega trga do karnevalska šotora na pogrebni pustni povorki tudi uradno pokopali pust z pustno sedmino, osmi princ karnevala pa je predal oblast ptujskemu županu. Vsi uradi, trgovine in šole so se zaprli že dopoldan. ̈Ob 12. uri je v karnevalskem šotoru glasbo vrtel DJ, zvečer pa so pustni finale zaključili še Štajerski frajtonarji, Atomik Harmonik, Čuki in DJ.

## Karnevalski šotor

### Vičava
| Datum | Vsi nastopajoči | Dan                   |
| ----- | --- | --------------------- |
| 10.2. | ↓ ZABAVA PO OTVORITVENI POVORKI (od 12. do 16. ure) ↓                                                                        | predpustna sobota     |
| 10.2. | Ptujski kvintet | predpustna sobota     |
| 10.2. | ↓ VEČER BLIŠČA IN NOSTALGIJE (od 20. do 1. ure zjutraj) ↓                                                                    | predpustna sobota     |
| 10.2. | Animacijski program Luke in Pepca                                                                                            | predpustna sobota     |
| 10.2. | Obisk princa karnevala Slavko Plemeniti Kacherl                                                                              | predpustna sobota     |
| 10.2. | Štajerski frajtonarji, Skuter, Domen Kumer, Aki Rahimovski s skupino                                                         | predpustna sobota     |
| 11.2. | ↓ ORGANIZATOR PIKAPOLONICA (od 15. do 17. ure) ↓                                                                             | predpustna nedelja    |
| 11.2. | Otroško pustno rajanje s Pikapolonico                                                                                        | predpustna nedelja    |
| 11.2. | Spidi rompompom z gosti | predpustna nedelja    |
| 11.2. | Novi rokodelci: Oblikovanje balonov in žongliranje                                                                           | predpustna nedelja    |
| 11.2. | ↓ KURENTOVA NEDELJSKA VESELICA (od 17. do 22. ure) ↓                                                                         | predpustna nedelja    |
| 11.2. | Nastop etnografskih skupin in kurentov                                                                                       | predpustna nedelja    |
| 12.2. | ↓ POLI ŽUR (od 17. do 19. ure) ↓                                                                                             | predpustni ponedeljek |
| 12.2. | Predstavitev nomogetne šole Poli Drava Ptuj                                                                                  | predpustni ponedeljek |
| 12.2. | Rajanje s starši mladih športnikov in ljubiteljev športa                                                                     | predpustni ponedeljek |
| 12.2. | Nagradne igre... | predpustni ponedeljek |
| 12.2. | Yo-Zo, DJ in animatorji | predpustni ponedeljek |
| 12.2. | ↓ ŠTAJERSKA SE VESELI (od 20. do 1. ure zjutraj) ↓                                                                           | predpustni ponedeljek |
| 12.2. | Nastop etnografskih in karnevalskih skupin in kurentov                                                                       | predpustni ponedeljek |
| 12.2. | Obisk znanih športnikov | predpustni ponedeljek |
| 12.2. | Štajerski frajtonarji, Zoran Predin in Žive legende, Mambo Kings in DJ                                                       | predpustni ponedeljek |
| 13.2. | ↓ LATINO VEČER (od 17.30 do 19. ure) ↓                                                                                       | predpustni torek      |
| 13.2. | Salsa delavnica s plesno skupino Go Salsa iz Londona in Sabor Cubano                                                         | predpustni torek      |
| 13.2. | ↓ OD 20. DO 1. URE ZJUTRAJ) ↓                                                                                                | predpustni torek      |
| 13.2. | Nastop etnografskih in karnevalskih skupin in kurentov                                                                       | predpustni torek      |
| 13.2. | Caiman Verde, Kingston in DJ                                                                                                 | predpustni torek      |
| 13.2. | Plesna animacija plesnih skupin Sabor Cubano in Go Salsa iz Londona                                                          | predpustni torek      |
| 14.2. | ↓ VEČER LJUBEZNI (ob 20. uri) ↓                                                                                              | pustna sreda          |
| 14.2. | Nastop etnografskih in karnevalskih skupin in kurentov                                                                       | pustna sreda          |
| 14.2. | Miran Rudan, Severina in DJ                                                                                                  | pustna sreda          |
| 15.2. | ↓ BALKANSKO CIGANSKI SHOW (od 20. do 1. ure zjutraj) ↓                                                                       | pustni četrtek        |
| 15.2. | Nastop etnografskih in karnevalskih skupin in kurentov                                                                       | pustni četrtek        |
| 15.2. | Trubači Duvački orkestar Bakija, Drugo Dugme, Mile Kitić in DJ                                                               | pustni četrtek        |
| 15.2. | Izbor najboljše skupinske ciganske maske                                                                                     | pustni četrtek        |
| 16.2. | ↓ ORGANIZATOR TURISTIČNO DRUŠTVO PTUJ (od 15.30 do 17.30 ure) ↓                                                              | pustni petek          |
| 16.2. | Delovno srečanje iz razgovor s predsedniki turističnih društev o ustanovitvi Pokrajinske turistične zveze Spodnjega Podravja | pustni petek          |
| 16.2. | ↓ OD PEKLA DO RAJA (dd 20. do 1. ure zjutraj) ↓                                                                              | pustni petek          |
| 16.2. | Nastop etnografskih in karnevalskih skupin in kurentov                                                                       | pustni petek          |
| 16.2. | Karma, Jan Plestenjak in DJ                                                                                                  | pustni petek          |
| 17.2. | OTROŠKO RAJANJE Z DJ-em (od 12. do 14. ure)                                                                                  | pustna sobota         |
| 17.2. | ↓ SOBOTNA VROČICA Z PUSTNO VEČERJO (od 19. do 4. ure zjutraj) ↓ PO 22. URI VSTOP ZA OBISKOVALCE BREZ VEČERJE                 | pustna sobota         |
| 17.2. | Animacijski program Luka in Pepca                                                                                            | pustna sobota         |
| 17.2. | Nagrajevanje najlepših skupinskih mask                                                                                       | pustna sobota         |
| 17.2. | Obisk slovenskih misic | pustna sobota         |
| 17.2. | Štajerski frajtonarji, Trubači Duvački orkestar Bakija, Natalija Verboten, Maja Šuput, Boštjan Konečnik in DJ                | pustna sobota         |
| 18.2. | ↓ KARNEVALSKA NEDELJA (od 15. do 22. ure) ↓                                                                                  | pustna nedelja        |
| 18.2. | Ansambel bratov Gašperšič in DJ                                                                                              | pustna nedelja        |
| 18.2. | Zaključek nedeljske karnevalske povorke                                                                                      | pustna nedelja        |
| 18.2. | Podelitev nagrad najlepšim maskam                                                                                            | pustna nedelja        |
| 18.2. | Animacijski program Luka in Pepca                                                                                            | pustna nedelja        |
| 18.2. | Trubači Duvački orkestar Bakija                                                                                              | pustna nedelja        |
| 18.2. | Obisk princa karnevala Slavko Plemeniti Kacherl                                                                              | pustna nedelja        |
| 19.2. | PUSTNO RAJANJE PTUJSKIH VRTCEV (od 12.30 do 14. ure)                                                                         | pustni ponedeljek     |
| 19.2. | OTROŠKA MAŠKARADA Z ROMANO KRANJČAN (od 17. do 19. ure)                                                                      | pustni ponedeljek     |
| 19.2. | ↓ VEČER DALMATINSKE NOSTALGIJE (od 20.30 do 1. ure zjutraj) ↓                                                                | pustni ponedeljek     |
| 19.2. | Big Band Ptuj, Oliver Dragojević in DJ                                                                                       | pustni ponedeljek     |
| 20.2. | POKOP PUSTA IN SEDMINA (od 12. do 18. ure)                                                                                   | pustni torek          |
| 20.2. | ↓ PUSTNI FINALE (od 18. do 1. ure zjutraj) ↓                                                                                 | pustni torek          |
| 20.2. | Izbor in nagrajevanje najlepših posameznih mask ali mask v paru                                                              | pustni torek          |
| 20.2. | Štajerski frajtonarji, Čuki, Atomik Harmonik in DJ                                                                           | pustni torek          |

## Etnografski liki
Avtohtoni etnografski liki iz Ptujskega polja, Dravskega polja ter z območja Haloz:
| - "Kurent" ali "Korant" (glavni etnografski lik) - "Pustni plesači" (Pobrežje, Videm) - "Pokači" (za srečo in blagostanje) - "Ploharji" (za čaranje plodnosti) - "Orači" (zarišejo magični krog) - "Hudič" (bojte, bojte, prihaja) - "Kopjaš" (ženitni lik) - "Cigani" (Dornava) | - "Moža išče kopanja" (slamnata nevesta) - "Kurike in piceki" (za dobro letino) - "Nagajivi medved" (Ptujsko polje) - "Baba deda nosi" (duhovi rajnih) - "Jürek in rabolj" (Haloze) - "Vile" (Zabovci) - "Ruse" (Ptujsko polje) |  |

## Trasa

### Otvoritveno srečanje slovenskih pustnih likov in mask (10.2.)
- Zadružni trg (start) – Pešmost – Dravska – Minoritski trg – Krempljeva – Mestni trg – Miklošičeva – Slomškova – Slovenski trg – Prešernova – Muzejski trg – Karnevalska dvorana Vičava (zaključek)

### Otroška povorka (17.2.)
- Minoritski trg (start) – Krempljeva – Mestni trg – Miklošičeva – Slomškova – Slovenski trg – Dravska – Cafova – Prešernova – Muzejski trg – Karnevalska dvorana Vičava (zaključek)

### Mednarodna karnevalska povorka (18.2.)
- Potrčeva (start) – Slomškova – Miklošičeva – Mestni trg – Krempljeva – Minoritski trg – Dravska – Cafova – Prešernova – Muzejski trg – Karnevalska dvorana Vičava (zaključek)

### Karnevalska povorka ptujskih vrtcev (19.2.)
- Raičeva Vrtec med vrtci 2 (start) – Slomškova – Miklošičeva – Mestni trg (obrat) – Miklošičeva – Slomškova – Slovenski trg – Prešernova – Muzejski trg – Karnevalska dvorana Vičava (zaključek)

## Bližnji etnografski fašenki

### V okolici Ptuja
| #   | Povorka         | Dan               | Od   |
| --- | --------------- | ----------------- | ---- |
| 16. | Markovci        | pustna nedelja    | 1992 |
| 15. | Cirkovce        | pustni torek      | 1993 |
| 14. | Cirkulane       | pustna sobota     | 1994 |
| 12. | Videm pri Ptuju | pustni ponedeljek | 1996 |
| 8.  | Majšperk        | pustna sobota     | 2000 |